# NGC 1847
NGC 1847 là cụm sao trẻ, đồ sộ trong thanh của Đám mây Magellan Lớn trong chòm sao Dorado. Nó được phát hiện vào năm 1835 bởi John Herschel  với kính viễn vọng phản xạ 18,7 inch.